# Championnat d'Asie masculin de handball 2020
 (janvier 2020).
Navigation
Corée du Sud 2018 Arabie saoudite 2022
Le championnat d'Asie masculin de handball 2020 est la dix-neuvième édition de la compétition. Il est organisé à Koweït au Koweït du 16 au 27 janvier 2020 et sert de qualification pour le Championnat du monde 2021 mais pas pour les Jeux olympiques de 2020.
Comme en 2018, l'Australie et la Nouvelle-Zélande, pourtant affiliées à la Fédération du continent océanien de handball, participent à la compétition. Si l'Australie ou la Nouvelle-Zélande termine cinquième ou mieux de ce Championnat d'Asie, elle est qualifiée pour le Championnat du monde 2021 en plus des 4 places attribuées aux nations asiatiques.
La compétition est remportée pour la quatrième fois consécutive par le Qatar, vainqueur en finale de la Corée du Sud qui n'avait pas atteint ce stade depuis son 9e titre en 2012. Le Japon remporte la médaille de bronze aux dépens du Bahreïn, pourtant habitué des podiums asiatique les années précédentes et vainqueur du tournoi asiatique de qualification olympique trois mois plus tôt. Ces quatre équipes sont qualifiées pour le Championnat du monde 2021.

## Lieux de la compétition
| Koweït                                      | [[Fichier:Kuwait adm location map.svg\|260px\|{{#if:\|{{{alt}}}\|Championnat d'Asie masculin de handball 2020 est dans la page Koweït.]]Koweït |
| Shaikh Saad Al-Abdullah Sports Hall Complex | [[Fichier:Kuwait adm location map.svg\|260px\|{{#if:\|{{{alt}}}\|Championnat d'Asie masculin de handball 2020 est dans la page Koweït.]]Koweït |
| Capacité : 6 000                            | [[Fichier:Kuwait adm location map.svg\|260px\|{{#if:\|{{{alt}}}\|Championnat d'Asie masculin de handball 2020 est dans la page Koweït.]]Koweït |
|                                             | [[Fichier:Kuwait adm location map.svg\|260px\|{{#if:\|{{{alt}}}\|Championnat d'Asie masculin de handball 2020 est dans la page Koweït.]]Koweït |

## Qualifications et tirage au sort
13 équipes sont qualifiées pour la compétition.
Le tirage au sort de la compétition a eu lieu le 2 novembre 2019 au Millennium Hotel & Convention Centre de Salmiya au Koweït.

## Tour préliminaire
Les deux premiers de chaque poule sont qualifiés pour le tour principal. Les équipes classées aux 3e et 4e places participent à des poules de classement.
- Qualifié pour le tour principal.
- Qualifié pour le tour de classement.

### Groupe A
|   | Équipe           | Pts | J | G | N | P | Bp | Bc | Diff |
| - | ---------------- | --- | - | - | - | - | -- | -- | ---- |
| 1 | Bahreïn          | 4   | 2 | 2 | 0 | 0 | 67 | 36 | 31   |
| 2 | Iran             | 2   | 2 | 1 | 0 | 1 | 73 | 43 | 30   |
| 3 | Nouvelle-Zélande | 0   | 2 | 0 | 0 | 0 | 37 | 98 | -61  |

| 16 janvier 2020 13h00 | Nouvelle-Zélande | 16 – 45 | Bahreïn | Shaikh Saad Al-Abdullah Sports Hall Complex, Koweït |
| 16 janvier 2020 13h00 | (8 – 21)         |         |         | Shaikh Saad Al-Abdullah Sports Hall Complex, Koweït |

| 17 janvier 2020 10h00 | Iran      | 53 – 21 | Nouvelle-Zélande | Shaikh Saad Al-Abdullah Sports Hall Complex, Koweït |
| 17 janvier 2020 10h00 | (22 – 11) |         |                  | Shaikh Saad Al-Abdullah Sports Hall Complex, Koweït |

| 18 janvier 2020 13h00 | Bahreïn   | 22 – 20 | Iran | Shaikh Saad Al-Abdullah Sports Hall Complex, Koweït |
| 18 janvier 2020 13h00 | (14 – 11) |         |      | Shaikh Saad Al-Abdullah Sports Hall Complex, Koweït |

### Groupe B
|   | Équipe | Pts | J | G | N | P | Bp | Bc | Diff |
| - | ------ | --- | - | - | - | - | -- | -- | ---- |
| 1 | Qatar  | 4   | 2 | 2 | 0 | 0 | 85 | 46 | 39   |
| 2 | Japon  | 2   | 2 | 1 | 0 | 1 | 67 | 52 | 15   |
| 3 | Chine  | 0   | 2 | 0 | 0 | 2 | 34 | 88 | -54  |

| 16 janvier 2020 15h00 | Chine    | 18 – 49 | Qatar | Shaikh Saad Al-Abdullah Sports Hall Complex, Koweït |
| 16 janvier 2020 15h00 | (8 – 23) |         |       | Shaikh Saad Al-Abdullah Sports Hall Complex, Koweït |

| 17 janvier 2020 17h00 | Japon    | 39 – 16 | Chine | Shaikh Saad Al-Abdullah Sports Hall Complex, Koweït |
| 17 janvier 2020 17h00 | (17 – 9) |         |       | Shaikh Saad Al-Abdullah Sports Hall Complex, Koweït |

| 18 janvier 2020 17h00 | Qatar    | 36 – 28 | Japon | Shaikh Saad Al-Abdullah Sports Hall Complex, Koweït |
| 18 janvier 2020 17h00 | (8 – 21) |         |       | Shaikh Saad Al-Abdullah Sports Hall Complex, Koweït |

### Groupe C
|   | Équipe          | Pts | J | G | N | P | Bp | Bc | Diff |
| - | --------------- | --- | - | - | - | - | -- | -- | ---- |
| 1 | Arabie saoudite | 4   | 2 | 2 | 0 | 0 | 66 | 42 | 24   |
| 2 | Corée du Sud    | 2   | 2 | 1 | 0 | 1 | 67 | 49 | 18   |
| 3 | Australie       | 0   | 2 | 0 | 0 | 2 | 35 | 77 | -42  |

| 16 janvier 2020 17h00 | Australie | 20 – 40 | Corée du Sud | Shaikh Saad Al-Abdullah Sports Hall Complex, Koweït |
| 16 janvier 2020 17h00 | (7 – 24)  |         |              | Shaikh Saad Al-Abdullah Sports Hall Complex, Koweït |

| 17 janvier 2020 15h00 | Arabie saoudite | 37 – 15 | Australie | Shaikh Saad Al-Abdullah Sports Hall Complex, Koweït |
| 17 janvier 2020 15h00 | (19 – 8)        |         |           | Shaikh Saad Al-Abdullah Sports Hall Complex, Koweït |

| 18 janvier 2020 11h00 | Corée du Sud | 27 – 29 | Arabie saoudite | Shaikh Saad Al-Abdullah Sports Hall Complex, Koweït |
| 18 janvier 2020 11h00 | (15 – 13)    |         |                 | Shaikh Saad Al-Abdullah Sports Hall Complex, Koweït |

### Groupe D
|   | Équipe              | Pts | J | G | N | P | Bp | Bc  | Diff |
| - | ------------------- | --- | - | - | - | - | -- | --- | ---- |
| 1 | Koweït              | 6   | 3 | 3 | 0 | 0 | 87 | 57  | 30   |
| 2 | Émirats arabes unis | 4   | 3 | 2 | 0 | 1 | 75 | 50  | 25   |
| 3 | Irak                | 2   | 3 | 1 | 0 | 2 | 64 | 67  | -3   |
| 4 | Hong Kong           | 0   | 3 | 0 | 0 | 3 | 51 | 123 | -72  |

| 16 janvier 2020 11h00 | Hong Kong | 11 – 38 | Émirats arabes unis | Shaikh Saad Al-Abdullah Sports Hall Complex, Koweït |
| 16 janvier 2020 11h00 | (4 – 21)  |         |                     | Shaikh Saad Al-Abdullah Sports Hall Complex, Koweït |

| 16 janvier 2020 20h00 | Irak      | 22 – 25 | Koweït | Shaikh Saad Al-Abdullah Sports Hall Complex, Koweït |
| 16 janvier 2020 20h00 | (11 – 13) |         |        | Shaikh Saad Al-Abdullah Sports Hall Complex, Koweït |

| 17 janvier 2020 17h00 | Irak     | 18 – 20 | Émirats arabes unis | Shaikh Saad Al-Abdullah Sports Hall Complex, Koweït |
| 17 janvier 2020 17h00 | (8 – 10) |         |                     | Shaikh Saad Al-Abdullah Sports Hall Complex, Koweït |

| 17 janvier 2020 19h00 | Hong Kong | 18 – 42 | Koweït | Shaikh Saad Al-Abdullah Sports Hall Complex, Koweït |
| 17 janvier 2020 19h00 | (9 – 24)  |         |        | Shaikh Saad Al-Abdullah Sports Hall Complex, Koweït |

| 18 janvier 2020 15h00 | Hong Kong | 22 – 43 | Irak | Shaikh Saad Al-Abdullah Sports Hall Complex, Koweït |
| 18 janvier 2020 15h00 | (9 – 24)  |         |      | Shaikh Saad Al-Abdullah Sports Hall Complex, Koweït |

| 18 janvier 2020 19h00 | Koweït    | 20 – 17 | Émirats arabes unis | Shaikh Saad Al-Abdullah Sports Hall Complex, Koweït |
| 18 janvier 2020 19h00 | (11 – 10) |         |                     | Shaikh Saad Al-Abdullah Sports Hall Complex, Koweït |

## Tour principal
- Qualifié pour les demi-finales.
- Qualifié pour le match pour la 5e place.
- Qualifié pour le match pour la 7e place.

### Groupe A
|   | Équipe              | Pts | J | G | N | P | Bp | Bc | Diff |
| - | ------------------- | --- | - | - | - | - | -- | -- | ---- |
| 1 | Japon               | 6   | 3 | 3 | 0 | 0 | 86 | 64 | 22   |
| 2 | Bahreïn             | 4   | 3 | 2 | 0 | 1 | 70 | 60 | 10   |
| 3 | Émirats arabes unis | 2   | 3 | 1 | 0 | 2 | 60 | 80 | -20  |
| 4 | Arabie saoudite     | 0   | 3 | 0 | 0 | 3 | 59 | 71 | -12  |

| 20 janvier 2020 12h00 | Émirats arabes unis | 18-29 | Bahreïn | Complexe sportif du Cheikh Saad al-Abdallah, Koweït |
| 20 janvier 2020 12h00 | (9-15)              |       |         | Complexe sportif du Cheikh Saad al-Abdallah, Koweït |

| 20 janvier 2020 14h00 | Arabie saoudite | 22-30 | Japon | Complexe sportif du Cheikh Saad al-Abdallah, Koweït |
| 20 janvier 2020 14h00 | (10-16)         |       |       | Complexe sportif du Cheikh Saad al-Abdallah, Koweït |

| 21 janvier 2020 14h00 | Bahreïn | 23–25 | Japon | Complexe sportif du Cheikh Saad al-Abdallah, Koweït |
| 21 janvier 2020 14h00 | (11–10) |       |       | Complexe sportif du Cheikh Saad al-Abdallah, Koweït |

| 21 janvier 2020 16h00 | Émirats arabes unis | 23–20 | Arabie saoudite | Complexe sportif du Cheikh Saad al-Abdallah, Koweït |
| 21 janvier 2020 16h00 | (14–10)             |       |                 | Complexe sportif du Cheikh Saad al-Abdallah, Koweït |

| 23 janvier 2020 12h00 | Japon   | 31-19 | Émirats arabes unis | Complexe sportif du Cheikh Saad al-Abdallah, Koweït |
| 23 janvier 2020 12h00 | (18-13) |       |                     | Complexe sportif du Cheikh Saad al-Abdallah, Koweït |

| 23 janvier 2020 14h00 | Bahreïn | 18-17 | Arabie saoudite | Complexe sportif du Cheikh Saad al-Abdallah, Koweït |
| 23 janvier 2020 14h00 | (10-6)  |       |                 | Complexe sportif du Cheikh Saad al-Abdallah, Koweït |

### Groupe B
|   | Équipe       | Pts | J | G | N | P | Bp | Bc | Diff |
| - | ------------ | --- | - | - | - | - | -- | -- | ---- |
| 1 | Qatar        | 6   | 2 | 3 | 0 | 0 | 94 | 85 | 9    |
| 2 | Corée du Sud | 3   | 3 | 1 | 1 | 1 | 85 | 85 | 0    |
| 3 | Iran         | 3   | 3 | 1 | 1 | 1 | 77 | 79 | -2   |
| 4 | Koweït       | 0   | 3 | 0 | 0 | 3 | 64 | 91 | -27  |

| 20 janvier 2020 16h00 | Corée du Sud | 27-34 | Qatar | Complexe sportif du Cheikh Saad al-Abdallah, Koweït |
| 20 janvier 2020 16h00 | (13-18)      |       |       | Complexe sportif du Cheikh Saad al-Abdallah, Koweït |

| 20 janvier 2020 18h00 | Koweït  | 24-28 | Iran | Complexe sportif du Cheikh Saad al-Abdallah, Koweït |
| 20 janvier 2020 18h00 | (13-13) |       |      | Complexe sportif du Cheikh Saad al-Abdallah, Koweït |

| 21 janvier 2020 18h00 | Iran    | 25–31 | Qatar | Complexe sportif du Cheikh Saad al-Abdallah, Koweït |
| 21 janvier 2020 18h00 | (13–11) |       |       | Complexe sportif du Cheikh Saad al-Abdallah, Koweït |

| 21 janvier 2020 20h00 | Koweït  | 27–34 | Corée du Sud | Complexe sportif du Cheikh Saad al-Abdallah, Koweït |
| 21 janvier 2020 20h00 | (12–17) |       |              | Complexe sportif du Cheikh Saad al-Abdallah, Koweït |

| 23 janvier 2020 18h00 | Iran    | 24-24 | Corée du Sud | Complexe sportif du Cheikh Saad al-Abdallah, Koweït |
| 23 janvier 2020 18h00 | (14-11) |       |              | Complexe sportif du Cheikh Saad al-Abdallah, Koweït |

| 23 janvier 2020 18h00 | Qatar   | 29-23 | Koweït | Complexe sportif du Cheikh Saad al-Abdallah, Koweït |
| 23 janvier 2020 18h00 | (15-13) |       |        | Complexe sportif du Cheikh Saad al-Abdallah, Koweït |

## Phase finale
|  | Demi-finales    | Demi-finales    |                        |    | Finale          | Finale          |
|  | Demi-finales    | Demi-finales    |                        |    | Finale          | Finale          |
|  |                 |                 |                        |    |                 |                 |
|  | 25 janvier 2020 | 25 janvier 2020 |                        |    | 27 janvier 2020 | 27 janvier 2020 |
|  | 25 janvier 2020 | 25 janvier 2020 |                        |    | 27 janvier 2020 | 27 janvier 2020 |
|  | Japon           | 32              |                        |    | 27 janvier 2020 | 27 janvier 2020 |
|  | Japon           | 32              |                        |    | 27 janvier 2020 | 27 janvier 2020 |
|  | Corée du Sud    | 34ap            |                        |    | 27 janvier 2020 | 27 janvier 2020 |
|  | Corée du Sud    | 34ap            | Corée du Sud           | 21 |                 |                 |
|  | 25 janvier 2020 |                 | Corée du Sud           | 21 |                 |                 |
|  |                 | Qatar           | 33                     |    |                 |                 |
|  | Qatar           | Qatar           | 33                     | 28 |                 |                 |
|  | Qatar           |                 |                        | 28 |                 |                 |
|  | Bahreïn         | 24              |                        |    |                 |                 |
|  | Bahreïn         | 24              | Match pour la 3e place |    |                 |                 |
|  |                 |                 |                        |    |                 |                 |
|  | 27 janvier 2020 |                 |                        |    |                 |                 |
|  |                 |                 |                        |    |                 |                 |
|  | Japon           | 27              |                        |    |                 |                 |
|  | Japon           | 27              |                        |    |                 |                 |
|  | Bahreïn         | 26              |                        |    |                 |                 |
|  | Bahreïn         | 26              |                        |    |                 |                 |

### Demi-finales
| 25 janvier 2020 18h00 | Japon              | 32 - 34 (ap) | Corée du Sud | Complexe sportif du Cheikh Saad al-Abdallah, Koweït |
| 25 janvier 2020 18h00 | (19 - 16, 29 - 29) |              |              | Complexe sportif du Cheikh Saad al-Abdallah, Koweït |
| 25 janvier 2020 18h00 | Prol. : 3 - 5      |              |              | Complexe sportif du Cheikh Saad al-Abdallah, Koweït |

| 25 janvier 2020 20h00 | Qatar   | 28-24 | Bahreïn | Complexe sportif du Cheikh Saad al-Abdallah, Koweït |
| 25 janvier 2020 20h00 | (14-11) |       |         | Complexe sportif du Cheikh Saad al-Abdallah, Koweït |

### Match pour la3eplace
| 27 janvier 2020 16h30 | Japon   | 27-26 | Bahreïn | Complexe sportif du Cheikh Saad al-Abdallah, Koweït |
| 27 janvier 2020 16h30 | (14-15) |       |         | Complexe sportif du Cheikh Saad al-Abdallah, Koweït |

### Finale
| 27 janvier 2020 18h30 | Corée du Sud | 21-33 | Qatar | Complexe sportif du Cheikh Saad al-Abdallah, Koweït |
| 27 janvier 2020 18h30 | (11-14)      |       |       | Complexe sportif du Cheikh Saad al-Abdallah, Koweït |

## Phase de classement

### Poule de classement de la9eà13eplace
|    | Équipe           | Pts | J | G | N | P | Bp  | Bc  | Diff |
| -- | ---------------- | --- | - | - | - | - | --- | --- | ---- |
| 9  | Irak             | 8   | 4 | 4 | 0 | 0 | 153 | 111 | 42   |
| 10 | Hong Kong        | 6   | 4 | 3 | 0 | 1 | 114 | 116 | -2   |
| 11 | Chine            | 4   | 4 | 2 | 0 | 2 | 127 | 123 | 4    |
| 12 | Australie        | 2   | 4 | 1 | 0 | 3 | 105 | 106 | -1   |
| 13 | Nouvelle-Zélande | 0   | 4 | 0 | 0 | 4 | 111 | 154 | -43  |

### Match pour la7eplace
| 25 janvier 2020 12h00 | Arabie saoudite | 24-19 | Koweït | Complexe sportif du Cheikh Saad al-Abdallah, Koweït |
| 25 janvier 2020 12h00 | (12-7)          |       |        | Complexe sportif du Cheikh Saad al-Abdallah, Koweït |

### Match pour la5eplace
| 25 janvier 2020 14h00 | Émirats arabes unis | 29-26 | Iran | Complexe sportif du Cheikh Saad al-Abdallah, Koweït |
| 25 janvier 2020 14h00 | (13-14)             |       |      | Complexe sportif du Cheikh Saad al-Abdallah, Koweït |

## Classement final
| Rang                     | Équipe              | Commentaire                   |
| ------------------------ | ------------------- | ----------------------------- |
| Médaille d'or, Asie      | Qatar               | Qualifié pour le Mondial 2021 |
| Médaille d'argent, Asie  | Corée du Sud        | Qualifié pour le Mondial 2021 |
| Médaille de bronze, Asie | Japon               | Qualifié pour le Mondial 2021 |
| 4                        | Bahreïn             | Qualifié pour le Mondial 2021 |
| 5                        | Émirats arabes unis | -                             |
| 6                        | Iran                | -                             |
| 7                        | Arabie saoudite     | -                             |
| 8                        | Koweït              | -                             |
| 9                        | Irak                | -                             |
| 10                       | Hong Kong           | -                             |
| 11                       | Chine               | -                             |
| 12                       | Australie           | -                             |
| 13                       | Nouvelle-Zélande    | -                             |